# Bischofsgrün

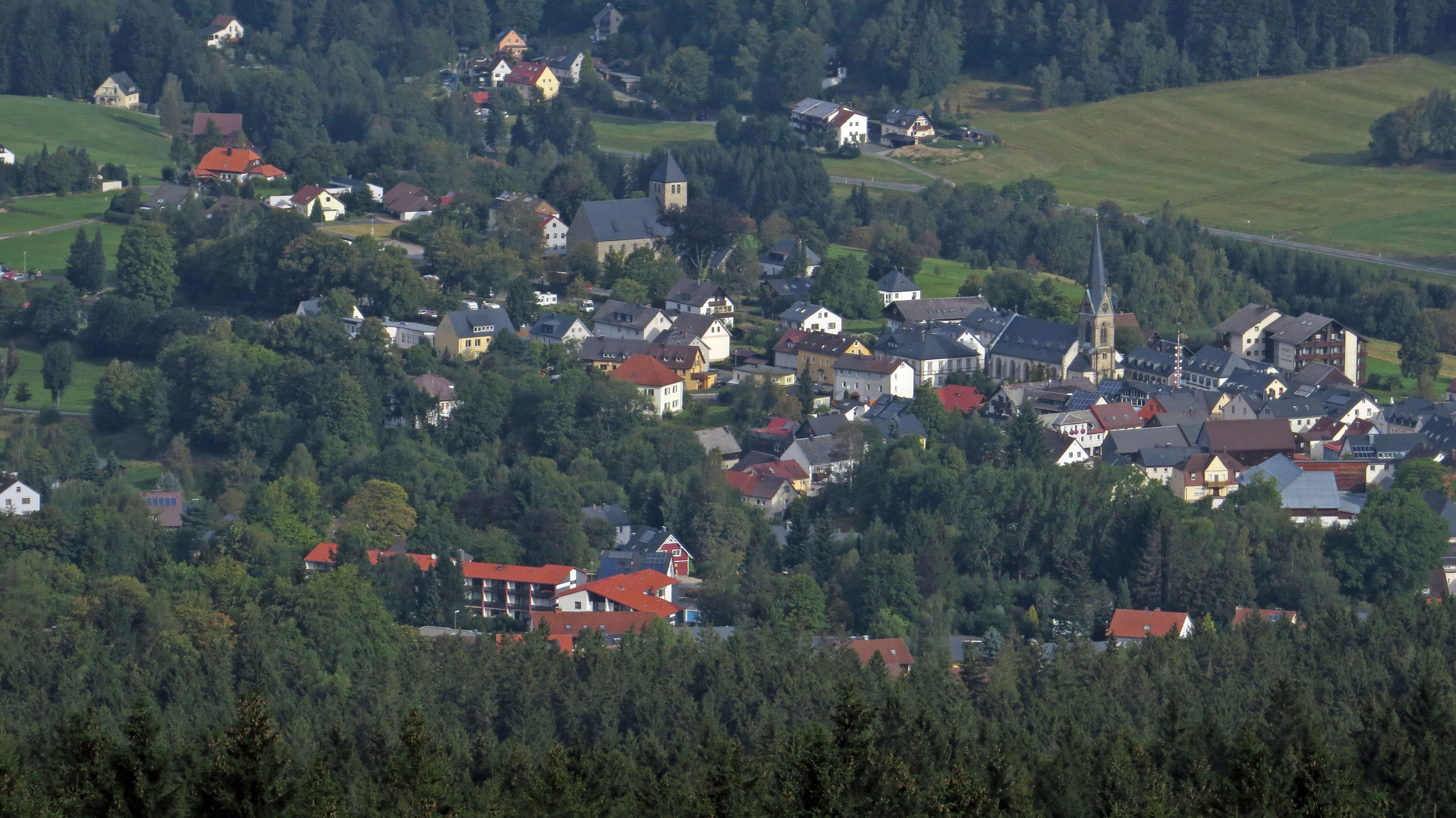
Bischofsgrün vom Ochsenkopf aus

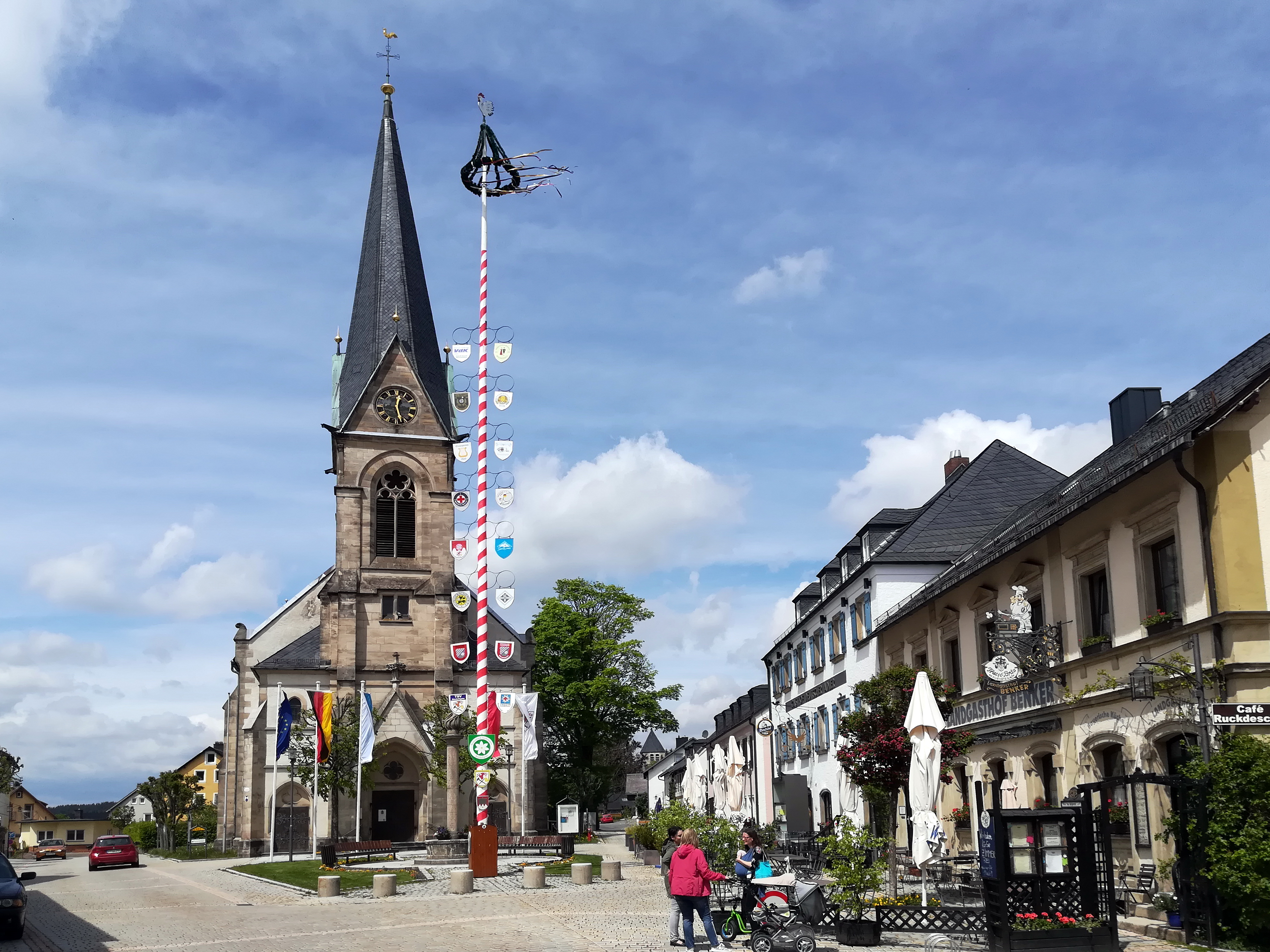
Marktplatz mit Matthäuskirche

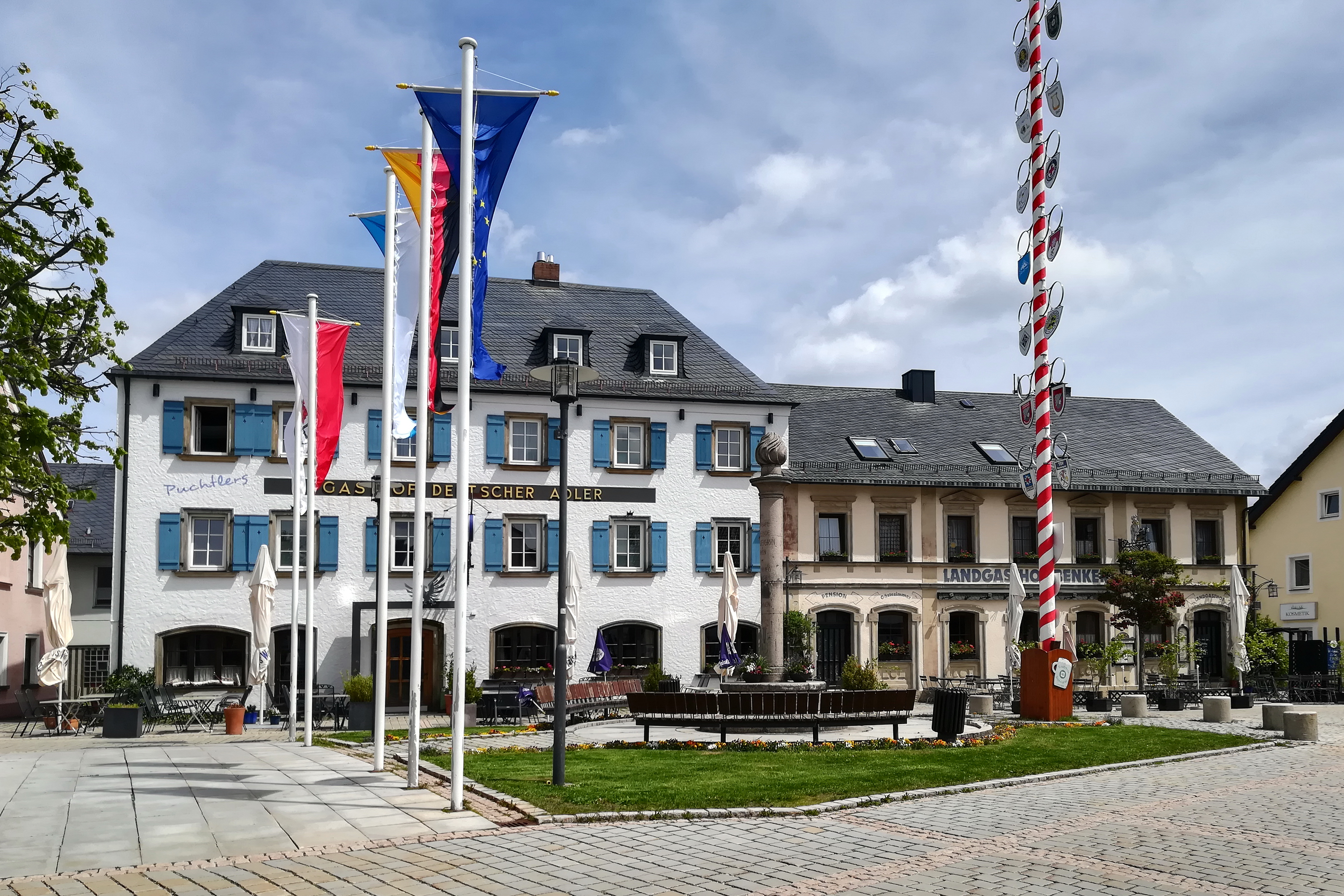
Marktplatz von Bischofsgrün

Bischofsgrün ist eine Gemeinde im oberfränkischen Landkreis Bayreuth.

## Geografie

### Geografische Lage
Bischofsgrün liegt zwischen Ochsenkopf und Schneeberg im Hochtal des Weißen Mains im Fichtelgebirge an der Bundesstraße 303. Im Südosten liegt der Karchesweiher.

### Nachbargemeinden
Einzige angrenzende Nachbargemeinde ist Gefrees, die im Westen an die Gemarkung Wülfersreuth grenzt. Ansonsten ist die Gemeinde umgeben von gemeindefreiem Gebiet Bischofsgrüner Forst.

### Gemeindegliederung
Es gibt 15 Gemeindeteile (in Klammern ist der Siedlungstyp angegeben):
- Birnstengel (Dorf)
- Bischofsgrün (Pfarrdorf)
- Eichig (Forsthaus)
- Fröbershammer (Dorf)
- Glasermühle (Weiler)
- Göhren (Einöde)
- Güßhügel (Weiler)
- Hedlerreuth (Weiler)
- Hirschhaid (Einöde)
- Hohehaid (Weiler)
- Höhenklinik Bischofsgrün (Anstalt)
- Karches (Einöde)
- Neuhaus (Einöde)
- Rangen (Dorf)
- Wülfersreuth (Dorf)

Die Einöden Fallmeisterei und Waldhaus Hirschhorn sind zu Wüstungen geworden, der Weiler Dürrnhieb gehört zum Gemeindeteil Bischofsgrün.
Auf dem Gemeindegebiet gibt es die Gemarkungen Bischofsgrün und Wülfersreuth. Die Gemarkung Bischofsgrün ist vollständig umschlossen von der Gemarkung Bischofsgrüner Forst, die somit zwischen dem weiter westlich liegenden Gemeindegebiet der Gemarkung Wülfersreuth und der Gemarkung Bischofsgrün liegt. Die Gemarkung Bischofsgrün hat eine Fläche von 5,397 km². Sie ist in 1723 Flurstücke aufgeteilt, die eine durchschnittliche Flurstücksfläche von 3132,08 m² haben. In ihr liegen sämtliche Gemeindeteile mit Ausnahme von Eichig, Neuhaus und Wülfersreuth.

## Geschichte
Der Ort wurde in einer Urkunde des Bamberger Bischofs Otto aus dem Jahre 1242 der Ort „Bischofesgrune“ erwähnt. Über die Echtheit der Urkunde gibt es Zweifel, da in diesem Jahr B Heinrich I. Bischof von Bamberg war. Eine Pfarrkirche soll schon 1204 an der Stelle der heutigen Kirche existiert haben, was auf eine größere Siedlung hinweist, aber dazu gibt es nur einen Hinweis eines evangelischen Pfarrers aus dem 19. Jahrhundert. Nach alten Überlieferungen, die aber nicht historisch belegt sind, soll sich hier um 900 eine Glashütte befunden haben. Erste gesicherte Erkenntnisse liegen aus dem Jahre 1317 vor, als die Grafen von Hirschberg den Rudolfstein zusammen mit den umliegenden Dörfern (darunter Bischofsgrün) als Lehen von Kaiser Ludwig dem Bayern bekamen. Im Jahre 1340 wurde eine „Glasmacherei“ erstmals erwähnt. Die Herrschaft der Herren von Hirschberg kam 1360 an die Burggrafen von Nürnberg, den späteren Markgrafen von Brandenburg-Bayreuth. Für 1421 wird der Zinnabbau am Ochsenkopf durch italienische Experten erwähnt; für 1536 von einer Glashütte berichtet. Der Ort hatte damals 39 Häuser. 1616 kauften Mitglieder der Glasmacherfamilie Greiner die abgebrannte Glashütte auf und führten sie zu neuer Blüte. 1473 kommt Bischofsgrün an die Markgrafen von Brandenburg-Kulmbach. 1496 ist die Existenz einer ersten Kirche belegt, die Catharinenkapelle, die wahrscheinlich im 11. Jahrhundert errichtet wurde. Ab 1500 lag Bischofsgrün im Fränkischen Reichskreis. Durch seine abgeschiedene Lage blieb Bischofsgrün von den Hussitenkriegen 1419–1434, den Bauernkriegen 1525 und den Glaubenskriegen von 1552 bis 1555 verschont.
1536 wurde die Reformation im Ort eingeführt und die katholische Ägidienkirche evangelisch. Ab 1604 gehörte Bischofsgrün zum Oberland des Fürstentums Bayreuth. Am 16. Mai 1612 verwüstete ein Großbrand den Ort mit der Kirche und eine neue Kirche wurde errichtet. 1682 wurde eine zweite Glashütte erbaut und Bischofsgrün wurde für seine Hohlglasproduktion bekannt. 1699 wurde die schadhafte Ägidienkirche abgerissen und bis 1702 als Matthäuskirche wieder aufgebaut. Bischofsgrün hatte damals zwischen 400 und 500 Einwohner.
Während des Siebenjährigen Krieges wurden durch Soldaten Seuchen eingeschleppt, so dass durch zahlreiche Todesfälle die Aufwärtsentwicklung des Ortes unterbrochen wurde.

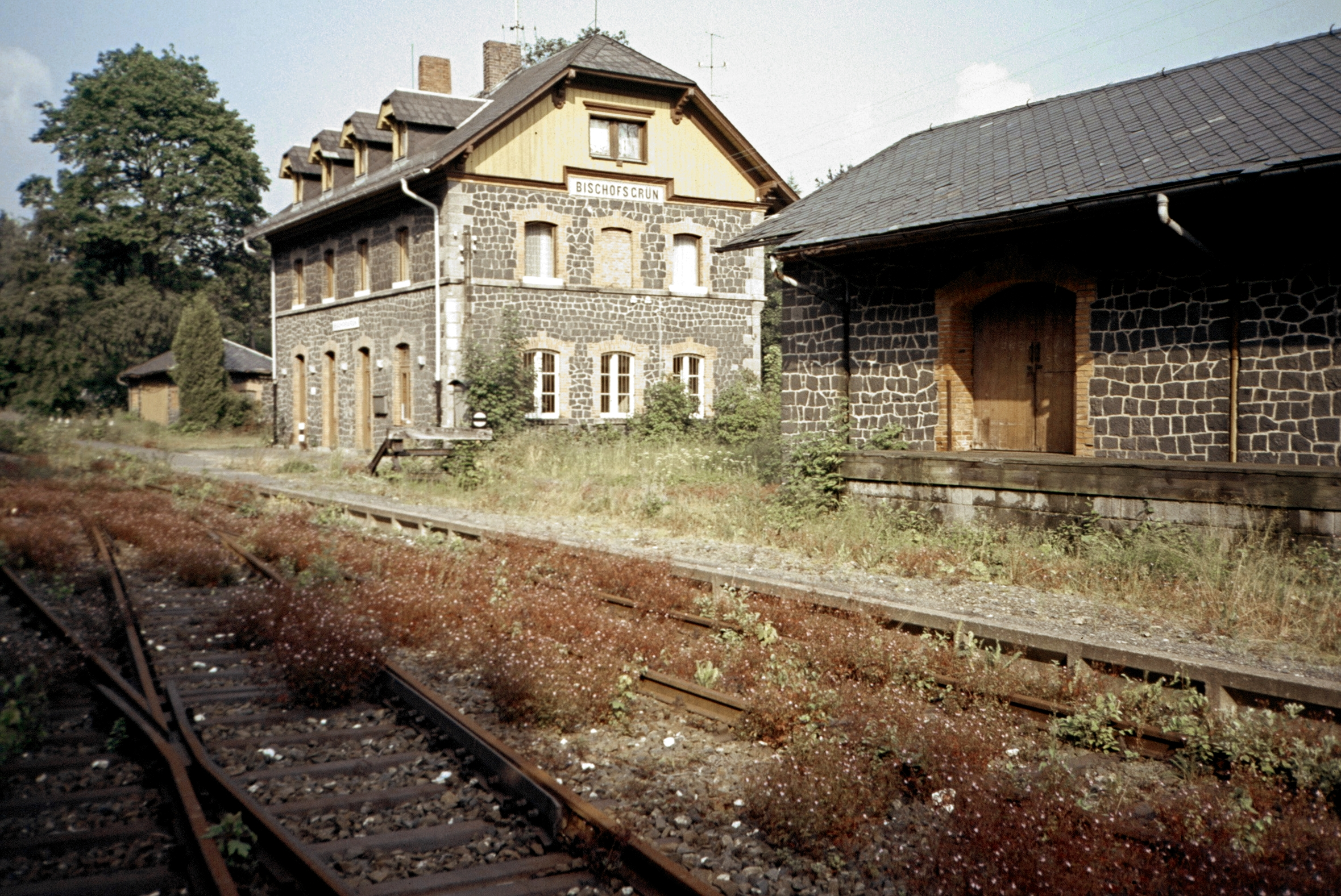
Bahnhof Bischofsgrün (1987)

Am 18. September 1887 wurde bei einem Großbrand fast der ganze Ort zerstört, nur vier Steinhäuser und das Schulhaus blieben stehen. Der Ort wurde wieder aufgebaut und 1892 wurde die im neugotischen Stil errichtete Matthäuskirche eingeweiht.
1898 wurde Bischofsgrün mit der Bahnstrecke Schlömen–Bischofsgrün an das bayerische Eisenbahnnetz angeschlossen, damit begann der Tourismus am Ochsenkopf und in Bischofsgrün. Der Personenverkehr  von Neuenmarkt wurde 1974, der Güterverkehr 1986 wieder eingestellt. Am 30. Juni 1931 wurde eine Kraftpostlinie zwischen Bayreuth und Bischofsgrün über Goldkronach eröffnet. Von den fortan zweimal täglich verkehrenden Omnibussen erhoffte sich der Ort eine weitere Belebung.
1907 entstand durch die Landesversicherungsanstalt Ober- und Mittelfranken am Fuße des Schneebergs das Fichtelgebirgs-Sanatorium als Lungenheilstätte. Während und nach dem Ersten Weltkrieg, in den Jahren 1914 bis 1920, war hier ein Militärlazarett eingerichtet. Das Haus wurde 1971, nachdem die medikamentöse Tuberkulose-Behandlung langwierige Klinikaufenthalte weitgehend ersetzte, zur Reha-Klinik umgebaut.
Seit Beginn des 20. Jahrhunderts ist der Ort mit zahlreichen Skipisten und einer Skischule touristisch geprägt. 1909 wurde der erste Skiklub gegründet und 1957 eine Skischanze errichtet, 1958 erfolgte die staatliche Anerkennung als Luftkurort. Die Übernachtungszahlen stiegen von 50.000 im Jahr 1952 auf fast 250.000 im Jahr 1972 an. Der Höhepunkt im Fremdenverkehr wurde 1991 mit über 326.000 Übernachtungen erreicht.
Im April 1945 wurden sowjetische Kriegsgefangene und Zwangsarbeiter verschiedener Nationalitäten auf drei Todesmärschen durch den Ort getrieben. Zwei der ausgehungerten Männer verstarben und wurden auf dem Bischofsgrüner Friedhof begraben. Nach dem Zweiten Weltkrieg ließen sich Vertriebene, vorwiegend aus Gablonz und Umgebung, in Bischofsgrün nieder und erweckten die Glasindustrie zu neuem Leben.
Seit 1975 ist die Gemeinde Bischofsgrün die Patengemeinde der GSG 9 der Bundespolizei. Die Patenschaft wird durch gegenseitige Besuche und gemeinsame Veranstaltungen gepflegt. Seit 1992 ist Bischofsgrün ein heilklimatischer Kurort; 1995 erfolgte die Ernennung zum „Kleinzentrum“ im Bayerischen Regionalplan.

### Verwaltungsgeschichte
Zur Realgemeinde Bischofsgrün gehörten Birnstengel, Dürrnhieb, Glasermühle, Göhren, Güßhügel, Hedlerreuth, Hirschhaid, Hohehaid und Rangen. Gegen Ende des 18. Jahrhunderts bestand Bischofsgrün mit Dürrnhieb aus 43 Anwesen. Die Hochgerichtsbarkeit stand dem bayreuthischen Stadtvogteiamt Berneck zu.  Die Dorf- und Gemeindeherrschaft hatte das bayreuthische Kastenamt Gefrees. Grundherren waren das Kastenamt Gefrees (2 Güter, 14 Gütlein, 1 Gütlein mit 2 Häusern, 1 Mahl- und Schneidmühle, 1 Hüttengut mit 2 Wohnhäusern, 1 Glashütte mit Wohnhaus, 1 Bräuhaus, 3 Tropfhäuser, 19 Häuslein) und die Gemeinde (1 Gemeindehaus mit Badgerechtigkeit).
1791 wurde Bischofsgrün als Teil des 1792 preußisch gewordenen hohenzollernschen Fürstentums Bayreuth von Markgraf Christian Friedrich Karl Alexander an Preußen verkauft. 1807 wurde das Gebiet nach den napoleonischen Kriegen im Frieden von Tilsit französisch und 1810 von Napoleon an das Königreich Bayern veräußert.
Von 1797 bis 1810 unterstand Bischofsgrün dem Justiz- und Kammeramt Gefrees. Mit dem Gemeindeedikt wurde 1812 der Steuerdistrikt Bischofsgrün gebildet. Zu diesem gehörten Birnstengel, Fröbershammer, Glasermühle, Göhren, Grassemann, Güßhügel, Hedlerreuth, Hinterer Geiersberg, Hirschhaid, Hohehaid, Rangen und Weißmainshochofen. Zugleich entstand die Ruralgemeinde Bischofsgrün, zu der Fröbershammer, Glasermühle, Göhren,  Güßhügel, Hirschhaid  und Weißmainshochofen gehörten. Sie war in Verwaltung und Gerichtsbarkeit dem Landgericht Gefrees zugeordnet und in der Finanzverwaltung dem Rentamt Gefrees. Mit dem Zweiten Gemeindeedikt (1818) wurden die Ruralgemeinden Birnstengel mit Hedlerreuth, Hohehaid und Rangen, Grassemann und Hinterer Geiersberg eingegliedert. 1840 wurde die Gemeinde Bischofsgrün an das Landgericht Berneck und an das Rentamt Marktschorgast überwiesen (1919 in Finanzamt Marktschorgast umbenannt). Ab 1862 gehörte Bischofsgrün zum Bezirksamt Berneck. Die Gerichtsbarkeit blieb beim Landgericht Bischofsgrün (1879 in Amtsgericht Berneck umgewandelt). 1929 wurde die Gemeinde Bischofsgrün an das Bezirksamt Bayreuth (1939 in Landkreis Bayreuth umbenannt) und das Finanzamt Bayreuth abgegeben. Am 1. Oktober 1938 kamen Grassemann und Hinterer Geiersberg an die Gemeinde Warmensteinach. Dadurch verringerte sich die Gebietsfläche der Gemeinde von 5,629 km². auf 5,180 km².

### Konfessionen
Die evangelisch-lutherische Gemeinde Bischofsgrün St. Matthäus gehört zum Dekanat Bad Berneck und hat etwa 1500 Mitglieder. Als Gotteshaus dient die neugotische Matthäuskirche aus dem Jahre 1892. Die Kirchengemeinde betreut auch den Kindergarten in Bischofsgrün.
Die römisch-katholischen Christen werden von der Pfarrei Oberwarmensteinach betreut; Messen finden in der Kirche Maria Himmelfahrt in Bischofsgrün statt. Bischofsgrün gehört zum Dekanat Tirschenreuth-Wunsiedel im Bistum Regensburg.
Die zuständige Pfarrei für Alt-Katholiken befindet sich in Weidenberg.

### Eingemeindungen
Im Zuge der Gebietsreform in Bayern wurde am 1. Januar 1976 die Gemeinde Wülfersreuth eingegliedert.

### Einwohnerentwicklung
Wie in weiten Teilen Ostoberfrankens geht die Einwohnerzahl in Bischofsgrün zurück. Auffällig ist die geringe Anzahl Jugendlicher, so dass sich das demographische Problem in Zukunft noch verstärken wird. 386 Bürger waren 2011 mit Zweitwohnsitz in Bischofsgrün gemeldet.
Im Zeitraum von 1988 bis 2018 sank die Einwohnerzahl von 1995 auf 1850 um 145 bzw. um 7,3 %. Ein Höchststand wurde am 31. Dezember 1992 mit 2268 Einwohnern erreicht.
Gemeinde Bischofsgrün
| Jahr      | 1818   | 1840   | 1852   | 1861   | 1867   | 1871   | 1875   | 1880   | 1885   | 1890   | 1895   | 1900   | 1905   | 1910   | 1919   | 1925   | 1933   | 1939   | 1946   | 1950   | 1961   | 1970   | 1987   | 2000 | 2010   | 2015   | 2021   |
| Einwohner | 826    | 1348   | 1312   | 1429   | 1484   | 1496   | 1572   | 1608   | 1724   | 1818   | 1749   | 1753   | 1652   | 1857   | 1930   | 1918   | 1990   | 1936   | 2308   | 2344   | 2182   | 2000   | 1985   | 2109 | 1971   | 1885   | 1855   |
| Häuser    | 108    |        |        |        |        | 164    |        |        | 170    | 181    |        | 190    |        |        |        | 225    |        |        |        | 261    | 352    |        | 583    |      |        | 609    | 615    |
| Quelle    | [ 18 ] | [ 26 ] | [ 26 ] | [ 27 ] | [ 28 ] | [ 29 ] | [ 30 ] | [ 31 ] | [ 32 ] | [ 33 ] | [ 26 ] | [ 34 ] | [ 26 ] | [ 35 ] | [ 26 ] | [ 21 ] | [ 36 ] | [ 36 ] | [ 36 ] | [ 22 ] | [ 37 ] | [ 38 ] | [ 39 ] |      | [ 40 ] | [ 40 ] | [ 41 ] |

Ort Bischofsgrün
| Jahr      | 001818 | 00 1819 | 001861 | 001871 | 001885 | 001900 | 001925 | 001950 | 001961 | 001970 | 001987 |
| Einwohner | *467   | †546    | +821   | 454    | 540    | 625    | 565    | 802    | 1458   | 1386   | 1293   |
| Häuser    | *58    |         |        |        | 47     | 52     | 62     | 83     | 243    |        | 401    |
| Quelle    | [ 18 ] | [ 42 ]  | [ 27 ] | [ 29 ] | [ 32 ] | [ 34 ] | [ 21 ] | [ 22 ] | [ 37 ] | [ 38 ] | [ 39 ] |

## Politik

### Gemeinderat
Die Kommunalwahlen 2002, 2008, 2014 und 2020 führten zu den folgenden Sitzverteilungen im Gemeinderat:
|                                                 | 2020 | 2014 | 2008 | 2002 |
| ----------------------------------------------- | ---- | ---- | ---- | ---- |
| SPD                                             | 04   | 06   | 07   | 05   |
| CSU                                             | 03   | 03   | 04   | 06   |
| Überparteiliche Wählergemeinschaft Bischofsgrün | 03   | 03   | 04   | 06   |
| Freie Wählergemeinschaft Bischofsgrün           | 02   | 02   | 03   | 03   |
| Gesamt                                          | 12   | 14   | 14   | 14   |

### Bürgermeister
Bürgermeister ist seit Mai 2020 Michael Schreier (SPD). Sein Vorgänger war seit November 2003 Stephan Unglaub (SPD). Dieser wurde 2014 ohne Gegenkandidat mit 95 % der Stimmen wiedergewählt.

### Wappen und Flagge
Wappen
| Wappen von Bischofsgrün | Blasonierung: „In Silber schräg gekreuzt ein schwarzer Bergmannshammer und ein schwarzes Glasblasrohr mit goldenem Glas; darüber ein roter Hirschrumpf.“ |
| Wappen von Bischofsgrün | Wappenbegründung: Der Hammer und das Glasblasrohr weisen auf zwei für den Ort wichtige Erwerbszweige hin. Schon im Mittelalter nutzten die Bewohner die Bodenschätze und den Holzreichtum und betrieben Bergbau und Glasbläserei. Der rote Hirschrumpf ist aus dem Wappen der Herren von Hirschberg entnommen. Ihre Herrschaft kam 1360 an die Burggrafen von Nürnberg. Daran erinnern die Farben Silber und Schwarz. |

Flagge
Die Gemeindeflagge ist weiß.

## Kultur und Sehenswürdigkeiten

### Baudenkmäler

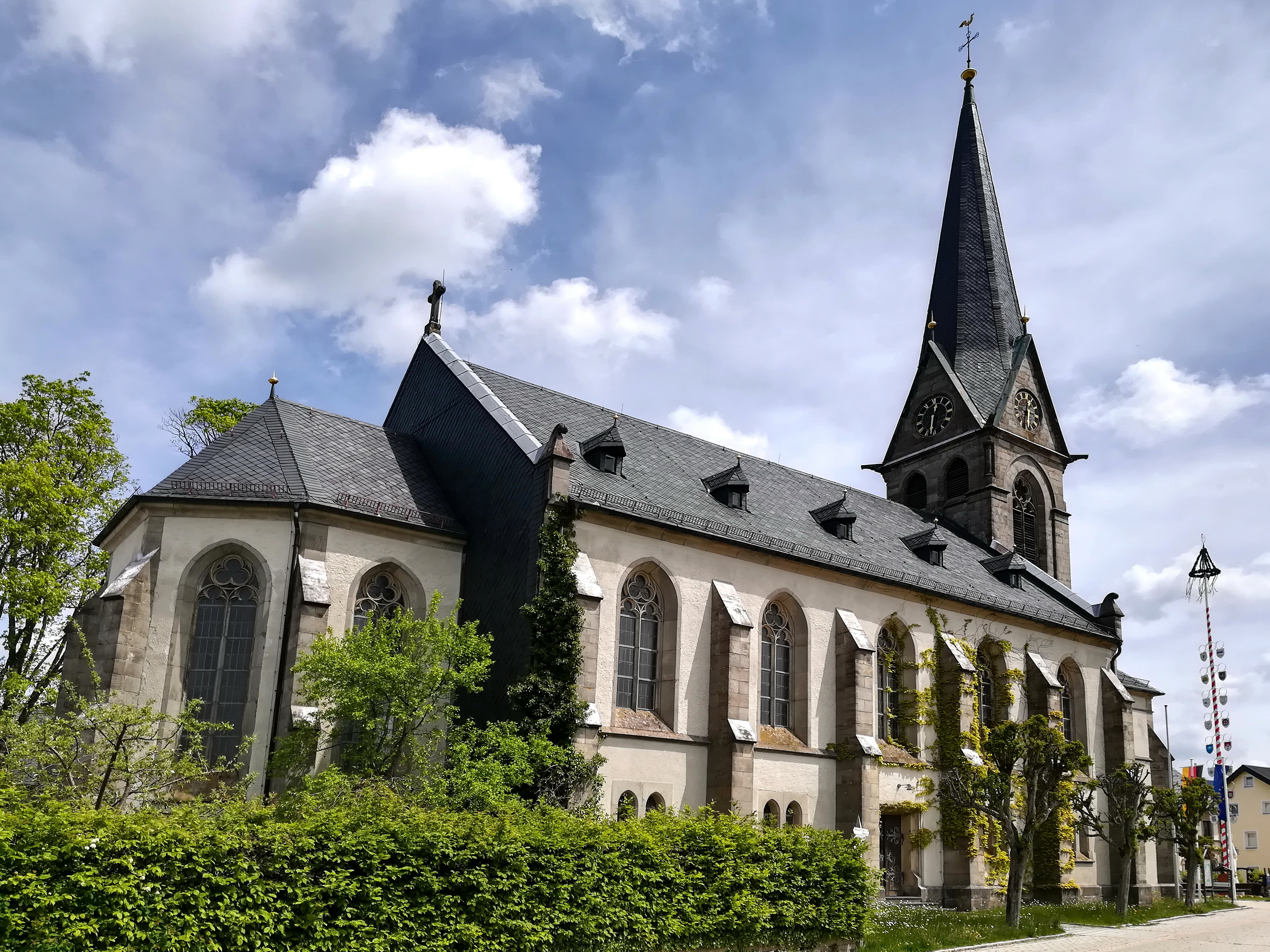
Matthäuskirche Bischofsgrün
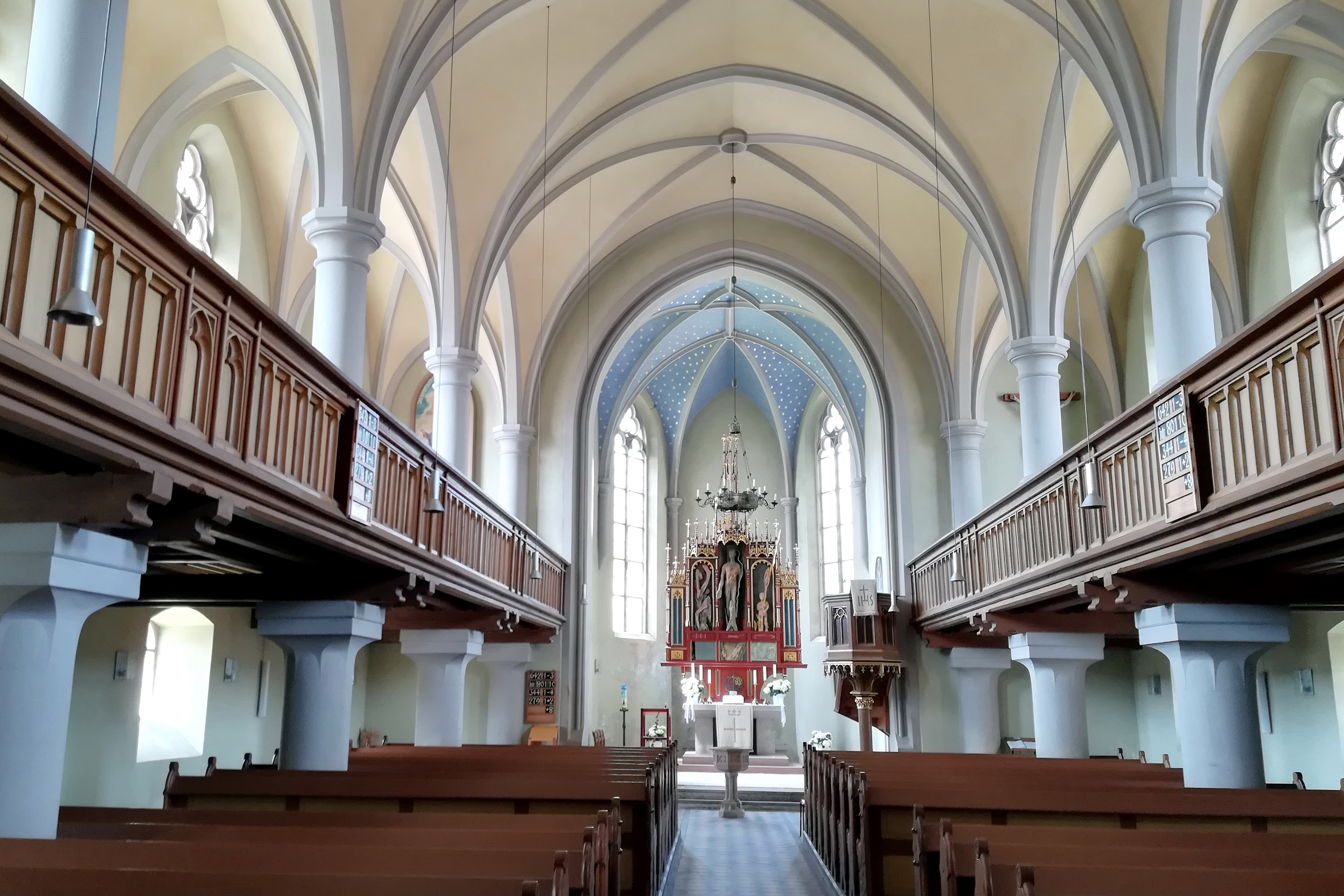
Matthäuskirche: Innenraum

### Wintersport
Die am 1. August 2007 neueröffnete Ochsenkopfschanze auf dem Hügelfelsen oberhalb des Ortes hat die sportliche Bedeutung von Bischofsgrün noch gesteigert. Es sind jährlich die internationale Damenelite zu einem Sommersprungwettkampf der FIS und die Nationalmannschaften der Spezial- und Kombinationsspringer des Deutschen Skiverbandes (DSV) zur Saisonvorbereitung zu Gast.
Alpiner Wintersport ist ebenfalls möglich. 2007 wurde dazu die Nordabfahrt des Ochsenkopfes (Länge 2,3 km) mit einer Beschneiungsanlage ausgestattet, an zwei Schleppliften kann bei Flutlicht gefahren werden. Eine Skischule bietet Kurse für Ski- und Snowboardfahren an. Bei entsprechenden Schneeverhältnissen werden rund um Bischofsgrün Langlaufloipen gespurt. Winterwanderwege werden in großer Zahl vorgehalten. Geführte Schneeschuhwanderungen werden regelmäßig angeboten. Ausrüstungen für alle Wintersportarten können in zwei Geschäften ausgeliehen werden. Schlittschuhfahren und Eisstockschießen ist auf der Eislaufbahn an der Talstation Nord des Ochsenkopfes unter Anleitung und auch bei Flutlicht möglich.

### Schneemannfest

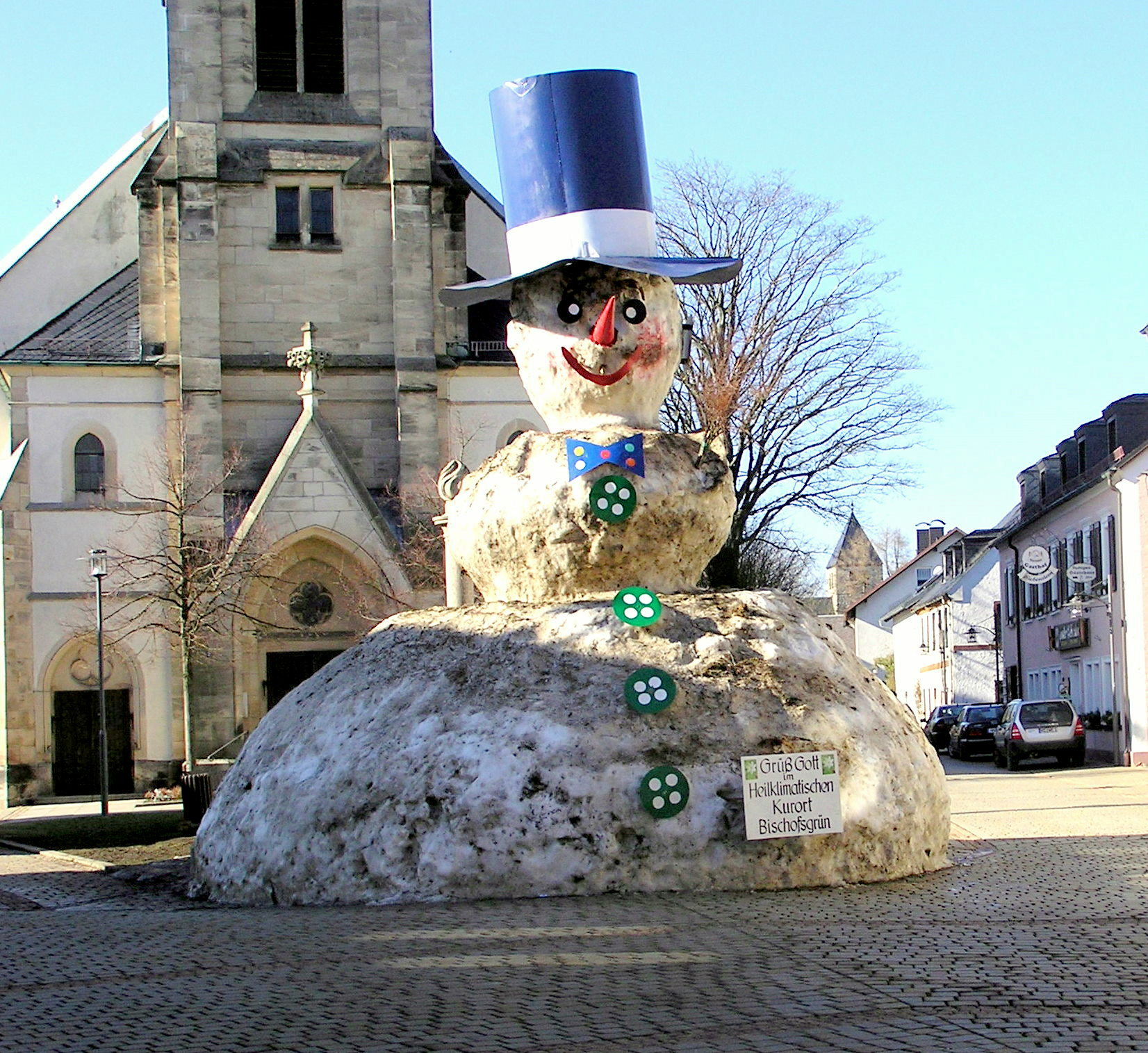
Schneemann Jakob im Jahr 2007

Das Schneemannfest wird jedes Jahr traditionell am Rosenmontag gefeiert. Da im Jahr 1985 das Wetter zu schlecht zum Skifahren war, hatte der Bischofsgrüner Skilehrer Horst Heidenreich mit ein paar Freunden die Idee, einen großen Schneemann auf dem Marktplatz vor der evangelischen Kirche in Bischofsgrün zu bauen. Der erste Schneemann Jakob war ca. drei Meter hoch. Im Jahr 2015 stellte man mit einer Höhe von 12,65 und einem Umfang von ca. 29,80 Metern einen neuen Rekord auf. Zwei Jahre später war er wieder kleiner, aber mit 10,24 m so hoch wie (im Maßstab 1:100) der Ochsenkopf, der Bischofsgrüner Hausberg. Dafür musste er am Ende sogar noch um ein paar Zentimeter gekürzt werden.
Für den Bau wird Naturschnee verwendet. Das Schneemannfest wird mit einem Festumzug mit Blasmusik, Böllerschützen, Live-Musik, Open-Air-Disco und einem zu diesem Anlass gebrauten Jakob-Schneemann-Bier gefeiert.

## Wirtschaft und Infrastruktur

### Wirtschaft einschließlich Land- und Forstwirtschaft
Es gab im Jahr 2020 nach der amtlichen Statistik in der Land- und Forstwirtschaft keine und im Bereich Handel, Verkehr und Gastgewerbe 107 sozialversicherungspflichtig Beschäftigte am Arbeitsort. Die Gesamtzahl der Beschäftigten am Arbeitsort betrug 486. Sozialversicherungspflichtig Beschäftigte am Wohnort gab es insgesamt 668. Im Jahr 2016 bestanden neun landwirtschaftliche Betriebe mit einer landwirtschaftlich genutzten Fläche von 149 Hektar, davon waren 36 Hektar Ackerfläche und 113 Hektar Dauergrünfläche.
Haupterwerbszweig ist der ganzjährige Fremdenverkehr. Im Jahr 2020 gab es 21 geöffnete Beherbergungsbetriebe mit zehn oder mehr Gästebetten. Deren Anzahl an Gästeübernachtungen betrug 95.334 mit einer durchschnittlichen Aufenthaltsdauer von 6,8 Tagen. In den Beherbergungsbetrieben mit weniger als zehn Gästebetten (einschließlich Privatquartiere) betrug die Anzahl der Gästeübernachtungen 14.263 mit einer durchschnittlichen Aufenthaltsdauer von 8,6 Tagen.
Die größten Arbeitgeber sind im Bereich Fremdenverkehr, Kur, Gesundheit und Pflege angesiedelt, namentlich die Höhenklinik der Deutschen Rentenversicherung sowie das Pflegezentrum Bischofsgrün, welches aufgrund innovativer Konzepte im Bereich der Altenpflege deutschlandweite Bekanntheit genießt.

### Verkehr
Die Bundesstraße 303 führt nach Bad Berneck (10 km westlich) bzw. nach Tröstau (11,5 km südöstlich). Die Staatsstraße 2464 zweigt bei der B 303 bei der Glasermühle ab und führt an Gottmannsberg vorbei nach Gefrees (6 km nordwestlich). Die Kreisstraße BT 4 zweigt ebenfalls von der B 303 bei der Glasermühle ab. Sie führt nach Fleckl (5 km südlich). Die Kreisstraße BT 13/WUN 1 zweigt bei der Höhenklinik Bischofsgrün von der B 303 ab und führt über Schönlind nach Bad Weißenstadt (7 km nordöstlich).

### Bildung
Es gibt folgende Einrichtungen (Stand 2021):
- eine Kindertagesstätte: 80 genehmigte Plätze mit insgesamt 85 betreuten Kindern, davon 15 Kindern unter drei Jahren; 16 tätige Personen
- eine öffentliche Grundschule mit 3 Lehrkräften, 2 Klassen und 37 Schülern und Schülerinnen

## Söhne und Töchter der Gemeinde
- Johann Christoph Glaser (* 1684, † nach 1753), Glas- und Porzellanmaler, angeblicher Arkanist
- Karl Zeitler (1943–2013), Politiker (SPD) und Landrat
- Henrik Ohlmeyer (* 1946), ehemaliger deutscher Skispringer